# Artabotrys arachnoides
Artabotrys arachnoides este o specie de plante angiosperme din genul Artabotrys, familia Annonaceae, descrisă de James Sinclair. Conform Catalogue of Life specia Artabotrys arachnoides nu are subspecii cunoscute.